# Abdelaziz ben Moutaïb Al Rachid
Abdelaziz ben Moutaïb Al Rachid (en arabe : عبد العزيز بن متعب) est le sixième émir de Haïl de la dynastie Al Rachid, qui régna de 1897 à 1906.
Il meurt lors de la bataille de Rawdat Muhanna lorsque la dynastie saoudienne entreprit le processus d'unification de la péninsule arabique.